# Bernard Carra de Vaux
Bernard Carra de Vaux  (* 3. Februar 1867 in Bar-sur-Aube; † 28. Dezember 1953 in Nizza) war ein französischer Arabist und Mathematikhistoriker und Mathematiker.
Carra de Vaux absolvierte seine Schulzeit an der Pariser Privatschule Collège Stanislas und studierte an der École polytechnique. 1890, mit 23 Jahren, wurde er Professor am Institut Catholique de Paris. Nach Studienreisen nach Anatolien (1891 und 1897) und in die USA wurde er Aktivmitglied der Société asiatique. 1896 gründete er gemeinsam mit Melchior de Vogüé und weiteren Persönlichkeiten die Zeitschrift Revue de l’Orient chrétien und wurde deren Sekretär. Im März 1896 wies er an einem Vortrag auf das Hamidianische Massaker an den Armeniern hin. Auf dem Höhepunkt der Dreyfus-Affäre hielt er 1898 am Institut Catholique einen Vortrag über Zionismus und Antisemitismus.
Seine breit gefächerten Interessen erstreckten sich auch auf die arabische Musik, und so nahm er in Zusammenarbeit mit Rodolphe d’Erlanger 1932 an einem Kongress über arabische Musik teil, der in Kairo von König Fu'ād I. ausgerichtet wurde.
Sein Hauptwerk ist das fünfbändige Les penseurs de l’Islam (Paris 1921 bis 1926), mit Informationen über Naturwissenschaftler und Mathematiker (Band 2), in dem er sich unter anderem gegen Louis Massignon ausspricht. 1892 veröffentlichte er im Journal asiatique (Band 19, S. 408–471) eine Studie zu den arabischen Ausgaben von Heron von Alexandria (Quosta ibn Luqa, Abu l-Wafa). Zudem publizierte er Untersuchungen über das Bildungssystem in den Vereinigten Staaten und über die etruskische Sprache.

## Schriften (Auswahl)
- Les penseurs de l’Islam (Paris 1921 bis 1926). 5 Bände

I: Les Souverains. L’Histoire et la philosophie politique.
II: Les Géographes. Les sciences mathématiques et naturelles.
III: L’Exégèse. La tradition et la jurisprudence.
IV: La Scolastique. La Théologie et la mystique. La Musique.
V: Les Sectes. Le Libéralisme moderne.